# 2007年ユニバーサル技能五輪国際大会
2007年ユニバーサル技能五輪国際大会（2007ねんユニバーサルぎのうごりんこくさいたいかい、英語:International Skills Festival for All,Japan 2007）とは、2007年11月14日から11月21日にかけて静岡県静岡市及び沼津市で第39回技能五輪国際大会と第7回国際アビリンピックを同時開催した大会のこと。
両大会が同時開催されるのは初めてのことであり、日本での開催は技能五輪国際大会が22年ぶり、国際アビリンピックが26年ぶりとなる。
厳密には「2007年ユニバーサル技能五輪国際大会」とは第39回技能五輪国際大会と第7回国際アビリンピック及び併催するイベントの総称であり、ユニバーサル技能五輪国際大会という大会が存在するわけではない。また、東京、大阪に続き、日本で3回目に開催した。
会場が沼津市のため、開催した場所は沼津市または、沼津と表記することが多い。また、初めて日本の大都市(東京、大阪など)以外で開催した。開催後に国道246号 ～ 宮下交差点(静岡県道22号三島富士線静岡県道405号足高三枚橋線交点)までの道路(市道)が開通した。

## 全体概要
- 大会名誉総裁
  - 皇太子徳仁親王（現：天皇）
- 主催
  - 財団法人2007年ユニバーサル技能五輪国際大会日本組織委員会
- 共催
  - ワールドスキルズインターナショナル
  - 国際アビリンピック連合
  - 国際リハビリテーション協会
  - 静岡県
  - 静岡市
  - 沼津市

### 運営
- 総合プロデューサー　残間里江子
- 専門プロデューサー
  - 催事監修　秋元康
  - 会場監修　隈研吾
  - 食監修　服部幸應
  - デザイン監修　原研哉
  - IT監修　廣瀬通孝
  - ユニバーサルデザイン監修　山崎泰広

### キャッチフレーズ（日本語）
- 個性輝く技能の祭典　―見せよう、伝えよう、技能で輝く個と社会―

### 大会テーマ（英語）
- Thanks for the Skills

### 大会キャラクター
- スキルソンとワザビー（SKILLSON&WAZABEE）

## 第39回技能五輪国際大会

### 日程
- 11月14日　開会式（合同開会式）
- 11月15日-11月18日　競技
- 11月19日-11月20日　エクスカーション（視察研修）
- 11月21日　閉会式

### 会場
- 開会式会場　グランシップ（静岡市）
- 主競技場　門池地区特設会場（沼津市）
  - 門池周辺
  - 沼津工業高等専門学校
  - 国産電機
- 閉会式会場　キラメッセぬまづ（沼津市）

### 実施競技
- 正式職種
  - ポリメカニクス、情報ネットワーク施工、製造チームチャレンジ、メカトロニクス、機械製図CAD、CNC旋盤、CNCフライス盤、情報技術、溶接、印刷、タイル張り、自動車板金、金属屋根葺き、配管、電子機器組立て、ウェブデザイン、電工、工場電気設備、れんが積み、石工、広告美術、家具、建具、建築大工、貴金属装身具、フラワー装飾、美容/理容、ビューティーセラピー、洋裁、洋菓子製造、自動車工、西洋料理、レストランサービス、車体塗装、造園、冷凍技術、ITPCネットワークサポート、グラフィックデザイン
- デモンストレーション職種
  - 看護、移動式ロボット、抜き型、パン製造
- ホストメンバー職種
  - 機械組立て、構造物鉄工、木型、左官、曲げ板金

- プレゼンテーション職種（競技規則適用外）
  - アニメーター

### 参加国・地域
- 48ヶ国・地域

### 選手村
技能五輪としては初めての選手村が御殿場市の御殿場高原時之栖に開設された。また、同地では交流イベントが行なわれた。

## 第7回国際アビリンピック

### 日程
- 11月14日　開会式（合同開会式）
- 11月15日　競技・審査、デモンストレーション・展示
- 11月16日　競技・審査、デモンストレーション・展示、国際会議
- 11月17日　競技・審査、デモンストレーション・展示
- 11月18日　芸術祭、閉会式

### 会場
- 開会式会場　静岡県コンベンションアーツセンター（静岡市）
- 主競技場　静岡産業支援センター（静岡市）
- 閉会式会場　静岡県コンベンションアーツセンター（静岡市）

### 実施競技
- 職業技能競技
  - コンピュータプログラミング、パソコン組立、ホームページ作成、洋裁（基礎）、洋裁（応用）、電子機器組立及びテスト、英文ワープロ、フラワーアレンジメント、写真撮影、紳士服仕立て、木彫、籠製作、家具製作（基礎）、家具製作（応用）、電子回路接続、機械組立、ポスターデザイン、貴金属装身具、英文DTP、機械CAD、建築CAD、データベース作成（基礎）、データベース作成（応用）、精密板金、義肢、歯科技工
- 生活余暇技能競技
  - 絵画、陶磁器、刺繍、編物

この他にも、デモンストレーションとして喫茶サービス、パソコン操作、パン・クッキー、和裁の競技が行われた。

### 参加国・地域
- 42ヶ国・地域